# Бокей (герб)
Бокей (пол. Bokij) — польский дворянский герб.

## Описание
В красном поле обращенная острием влево серебряная секира, поверх секиры виден золотой крест; на шлеме пять страусовых перьев. Ср. Топор.

## Герб используют
16 родовAko, Bokiej, Bokij, Bokwicz, Bołtuć, Bowgwił, Bowkiewicz, Kobrowski, Koliski, Kołyski, Kuliski, Kułyski, Pęcherzowski, Pieczychojski, Pieczyfostski, Pieczyhojski